# Cronaca (Giorgio Sfranze)
(Giorgio Sfranze, prefazione della Cronaca)
La Cronaca o anche Memorie dello storico Giorgio Sfranze fu scritta nel periodo compreso fra il 1470 e l'estate 1477.
In essa sono descritti episodi avvenuti durante la vita dell'autore, dal 1401 fino alla sua morte.

## Storia
(Giorgio Sfranze, Cronaca, 35, 9)
La Cronaca risulta un'importante fonte storica, anche in virtù della vicinanza di Sfranze agli ambienti di corte, condizione che gli garantiva una posizione privilegiata nella conoscenza e nella valutazione dei fatti. Tuttavia, ad un confronto con le altre testimonianze relative a quel periodo, appaiono numerose discordanze ed imprecisioni, dovute forse ad una mancata revisione finale del testo.
Per la composizione della sua opera Sfranze si servì di diverse tipologie di fonti (documenti cronachistici redatti a corte, diari e documenti personali, testimonianze orali), giustapponendole senza prestare particolare cura a dare loro una forma omogenea e una coerenza interna.
Lo stile della Cronaca, nonostante non possa definirsi popolare, non è particolarmente elevato, probabilmente anche a causa della natura delle fonti annalistiche dell'autore e della mancata revisione finale. Il lessico, invece, anche quello tecnico e diplomatico, è molto preciso e puntuale, a testimonianza della conoscenza dei documenti ufficiali e della terminologia burocratica da parte di Sfranze.
Tra il 1573 e il 1575 Macario Melisurgo, metropolita di Monembasia, prese come fonte d'inspirazione il testo dell'opera di Sfranze per la redazione della sua Cronaca.